# 克里斯赫纳拉贾普拉
克里斯赫纳拉贾普拉（Krishnarajapura），是印度卡纳塔克邦Bangalore县的一个城镇。总人口187453（2001年）。

## 人口
该地2001年总人口187453人，其中男性98107人，女性89346人；0—6岁人口21264人，其中男11069人，女10195人；识字率77.50%，其中男性为83.44%，女性为70.98%。